# Басс-Лейк (Каліфорнія)
Басс-Лейк (англ. Bass Lake) — переписна місцевість (CDP) в США, в окрузі Мадера штату Каліфорнія. Населення — 575 осіб (2020).

## Географія
Басс-Лейк розташований за координатами 37°19′38″ пн. ш. 119°33′55″ зх. д. / 37.32722° пн. ш. 119.56528° зх. д. (37.327282, -119.565326).  За даними Бюро перепису населення США в 2010 році переписна місцевість мала площу 6,46 км², з яких 4,99 км² — суходіл та 1,47 км² — водойми.

## Демографія
Згідно з переписом 2010 року, у переписній місцевості мешкало 527 осіб у 275 домогосподарствах у складі 166 родин. Густота населення становила 82 особи/км².  Було 1059 помешкань (164/км²).
Расовий склад населення:
| - 95,4 % — білих - 1,9 % — корінних американців - 0,2 % — чорних або афроамериканців - 0,2 % — азіатів |

До двох чи більше рас належало 1,9 %. Частка іспаномовних становила 4,2 % від усіх жителів.
За віковим діапазоном населення розподілялося таким чином: 10,8 % — особи молодші 18 років, 45,9 % — особи у віці 18—64 років, 43,3 % — особи у віці 65 років та старші. Медіана віку мешканця становила 62,3 року. На 100 осіб жіночої статі у переписній місцевості припадало 86,9 чоловіків;  на 100 жінок у віці від 18 років та старших — 84,3 чоловіків також старших 18 років.
За межею бідності перебувало 27,6 % осіб, у тому числі 0,0 % дітей у віці до 18 років та 2,7 % осіб у віці 65 років та старших.
Цивільне працевлаштоване населення становило 242 особи. Основні галузі зайнятості: мистецтво, розваги та відпочинок — 37,2 %, освіта, охорона здоров'я та соціальна допомога — 33,1 %, виробництво — 11,6 %, транспорт — 8,7 %.